# Queens-Cup Boxen
Der Queens Cup Boxen ist ein internationales Amateurboxturnier für weibliche Boxsportler.

## Geschichte
Der Queens Cup Boxen fand erstmals vom 5. bis 7. Oktober 2012 durch den Boxstall Boxhaus in Zusammenarbeit mit dem PSV Stralsund Abt. Boxen in Stralsund statt. Um dem Frauenboxen eine größere mediale Plattform zu bieten und Anschluss an das weit verbreitete Männerboxen zu finden, wurde der Queens Cup Boxen ins Leben gerufen und fand 2012 mit 101 Boxsportlerinnen aus 9 Ländern großen Zuspruch in der Boxszene. An der zweiten Austragung 2013 beteiligten sich bereits 131 Boxerinnen aus 14 Ländern, darunter Australien. 2014 kam es mit über 150 Teilnehmerinnen aus 15 Ländern zu einer weiteren Steigerung. An dieser Austragung beteiligten sich neben den europäischen Teams auch Nationalteams aus Asien und Afrika. Damit nahmen an den ersten drei Austragungen bereits Boxsportlerinnen aus 21 Ländern und vier Kontinenten teil. Aufgrund der großen Beteiligung teilt sich der Queens Cup Boxen ab 2015 in einen Queens Cup für Jugend und Juniorinnen und in einen Queens Cup Elite (Frauen). Die Aufgaben des Veranstalters übernimmt für beide Turniere der DBV Deutscher Boxsport-Verband und Ausrichter der Turniere ist der Phoenix Sportverein Stralsund.

## Regelwerk
Der Queens-Cup fand gemäß dem Regelwerk und der Gewichtsklasseneinteilung der AIBA statt.
| Gewicht   | Klasse             |
| --------- | ------------------ |
| 45–48 kg  | Halbfliegengewicht |
| bis 51 kg | Fliegengewicht     |
| bis 54 kg | Bantamgewicht      |
| bis 57 kg | Federgewicht       |
| bis 60 kg | Leichtgewicht      |
| bis 64 kg | Halbweltergewicht  |
| bis 69 kg | Weltergewicht      |
| bis 75 kg | Mittelgewicht      |
| bis 81 kg | Halbschwergewicht  |
| ab 81 kg  | Schwergewicht      |

| Gruppe       | Jahrgang            |
| ------------ | ------------------- |
| Kadettinen   | Geb. Jahr 1998/1999 |
| Juniorinnen  | Geb. Jahr 1996/1997 |
| Jugend       | Geb. Jahr 1994/1995 |
| Frauen-Elite | Geb. Jahr ab 1993   |

## Auszeichnungen und Pokale
Pro Altersklasse gab es 2012 je zwei Auszeichnungen, für die beste Kämpferin der Altersklasse und die Boxerin mit der besten Technik. In den jeweiligen Gruppen waren dies:
|              | beste Kämpferin 2012          | beste Technik 2012              |
| ------------ | ----------------------------- | ------------------------------- |
| Juniorinnen  | Calliope Slagmulder (Belgien) | Alicia Holsken (Niederlande)    |
| Jugend       | Maria Hamel (Deutschland)     | Wassilia Lkhadriri (Frankreich) |
| Frauen-Elite | Cindy Rogge (Deutschland)     | Sarah Scheurich (Deutschland)   |